# (1471) Tornio
(1471) Tornio es un asteroide que forma parte del cinturón de asteroides y fue descubierto por Yrjö Väisälä desde el observatorio de Iso-Heikkilä, Finlandia, el 16 de septiembre de 1938.

## Designación y nombre
Tornio se designó inicialmente como 1938 SL1.
Más tarde fue nombrado así por la ciudad finesa de Tornio.

## Características orbitales
Tornio orbita a una distancia media de 2,717 ua del Sol, pudiendo alejarse hasta 3,033 ua. Tiene una inclinación orbital de 13,62° y una excentricidad de 0,1165. Emplea en completar una órbita alrededor del Sol 1636 días.